# JMemorize
jMemorize — программа для запоминания фактов, использующая флэш-карты и систему Лейтнера.
Программа написана на Java. Версия 1.3.0, выпущенная 12 марта 2008 года, использует новый формат базы данных, и требует платформу, совместимую с Java 1.5.